# Europees kampioenschap voetbal onder 18 - 1994 (kwalificatie)
De kwalificatie voor het Europees kampioenschap voetbal voor mannen onder 18 jaar van 1994 werd gespeeld tussen 16 augustus 1993 en 15 mei 1994. Er zouden in totaal zeven landen kwalificeren voor het eindtoernooi dat in juli 1994 heeft plaatsgevonden in Spanje. Het gastland hoefde geen kwalificatiewedstrijden te spelen. In totaal deden er 40 landen van de UEFA mee.

## Gekwalificeerde landen
| # | Land        | Gekwalificeerd als    |
| - | ----------- | --------------------- |
| 1 | Spanje      | Gastland              |
| 2 | Portugal    | Winnaars tweede ronde |
| 3 | Rusland     | Winnaars tweede ronde |
| 4 | Wit-Rusland | Winnaars tweede ronde |
| 5 | Zweden      | Winnaars tweede ronde |
| 6 | Duitsland   | Winnaars tweede ronde |
| 7 | Nederland   | Winnaars tweede ronde |
| 8 | Frankrijk   | Winnaars tweede ronde |

## Eerste ronde

### Groep 1
De wedstrijden werden gespeeld tussen 31 augustus en 9 oktober 1993.
| Pos | Team    | Wed | W | G | V | Ptn | DV | DT | +/− | Kwalificatie                    |     | RUS | FIN | LAT |
| --- | ------- | --- | - | - | - | --- | -- | -- | --- | ------------------------------- | --- | --- | --- | --- |
| 1   | Rusland | 4   | 3 | 1 | 0 | 7   | 12 | 3  | +9  | Geplaatst voor de tweede ronde. |     | —   | 2–0 | 5–1 |
| 2   | Finland | 4   | 2 | 1 | 1 | 5   | 6  | 4  | +2  |                                 |     | 2–2 | —   | 2–0 |
| 3   | Letland | 4   | 0 | 0 | 4 | 0   | 1  | 12 | −11 |                                 | 0–3 | 0–2 | —   |     |

### Groep 2
De wedstrijden werden gespeeld tussen 3 en 7 oktober 1993 in Wales.
| Pos | Team    | Wed | W | G | V | Ptn | DV | DT | +/− | Kwalificatie                    |   | ISL | WAL | EST |
| --- | ------- | --- | - | - | - | --- | -- | -- | --- | ------------------------------- | - | --- | --- | --- |
| 1   | IJsland | 2   | 2 | 0 | 0 | 4   | 9  | 1  | +8  | Geplaatst voor de tweede ronde. |   | —   | 2–1 | 7–0 |
| 2   | Wales   | 2   | 1 | 0 | 1 | 2   | 2  | 2  | 0   |                                 |   | —   | —   | 1–0 |
| 3   | Estland | 2   | 0 | 0 | 2 | 0   | 0  | 8  | −8  |                                 | — | —   | —   |     |

### Groep 3
De wedstrijden werden gespeeld tussen 16 en 20 augustus 1993 in Noord-Ierland.
| Pos | Team          | Wed | W | G | V | Ptn | DV | DT | +/− | Kwalificatie                    |   | BLR | LTU | NIR |
| --- | ------------- | --- | - | - | - | --- | -- | -- | --- | ------------------------------- | - | --- | --- | --- |
| 1   | Wit-Rusland   | 2   | 0 | 2 | 0 | 2   | 2  | 2  | 0   | Geplaatst voor de tweede ronde. |   | —   | 1–1 | 1–1 |
| 2   | Litouwen      | 2   | 0 | 2 | 0 | 2   | 1  | 1  | 0   |                                 |   | —   | —   | 0–0 |
| 3   | Noord-Ierland | 2   | 0 | 2 | 0 | 2   | 1  | 1  | 0   |                                 | — | —   | —   |     |

### Groep 4
De wedstrijden werden gespeeld tussen 22 en 26 november 1993 in Malta.
| Pos | Team       | Wed | W | G | V | Ptn | DV | DT | +/− | Kwalificatie                    |   | CRO | MLT | SMR |
| --- | ---------- | --- | - | - | - | --- | -- | -- | --- | ------------------------------- | - | --- | --- | --- |
| 1   | Kroatië    | 2   | 2 | 0 | 0 | 4   | 12 | 1  | +11 | Geplaatst voor de tweede ronde. |   | —   | 4–0 | 8–1 |
| 2   | Malta      | 2   | 1 | 0 | 1 | 2   | 2  | 4  | −2  |                                 |   | —   | —   | 2–0 |
| 3   | San Marino | 2   | 0 | 0 | 2 | 0   | 1  | 10 | −9  |                                 | — | —   | —   |     |

### Groep 5
De wedstrijden werden gespeeld tussen 3 en 24 november 1993.
| Pos | Team        | Wed | W | G | V | Ptn | DV | DT | +/− | Kwalificatie                    |  | BEL | CYP | YUG |
| --- | ----------- | --- | - | - | - | --- | -- | -- | --- | ------------------------------- |  | --- | --- | --- |
| 1   | België      | 2   | 1 | 1 | 0 | 3   | 3  | 1  | +2  | Geplaatst voor de tweede ronde. |  | —   | 1–1 | —   |
| 2   | Cyprus      | 2   | 0 | 1 | 1 | 1   | 1  | 3  | −2  |                                 |  | 0–2 | —   | —   |
| 3   | Joegoslavië | 0   | 0 | 0 | 0 | 0   | 0  | 0  | 0   | Teruggetrokken na 1 wedstrijd.  |  | —   | —   | —   |

### Groep 6
De wedstrijden werden gespeeld tussen 14 en 18 november 1993 in Israël.
| Pos | Team     | Wed | W | G | V | Ptn | DV | DT | +/− | Kwalificatie                    |   | UKR | ISR | GEO |
| --- | -------- | --- | - | - | - | --- | -- | -- | --- | ------------------------------- | - | --- | --- | --- |
| 1   | Oekraïne | 2   | 1 | 0 | 1 | 2   | 5  | 3  | +2  | Geplaatst voor de tweede ronde. |   | —   | 0–2 | 5–1 |
| 2   | Israël   | 2   | 1 | 0 | 1 | 2   | 2  | 1  | +1  |                                 |   | —   | —   | 0–1 |
| 3   | Georgië  | 2   | 1 | 0 | 1 | 2   | 2  | 5  | −3  |                                 | — | —   | —   |     |

### Groep 7
De wedstrijden werden gespeeld tussen 4 en 8 oktober 1993 in Zwitserland.
| Pos | Team        | Wed | W | G | V | Ptn | DV | DT | +/− | Kwalificatie                    |   | SUI | TUR | ARM |
| --- | ----------- | --- | - | - | - | --- | -- | -- | --- | ------------------------------- | - | --- | --- | --- |
| 1   | Zwitserland | 2   | 1 | 1 | 0 | 3   | 10 | 1  | +9  | Geplaatst voor de tweede ronde. |   | —   | 1–1 | 9–0 |
| 2   | Turkije     | 2   | 1 | 1 | 0 | 3   | 6  | 1  | +5  |                                 |   | —   | —   | 5–0 |
| 3   | Armenië     | 2   | 0 | 0 | 2 | 0   | 0  | 14 | −14 |                                 | — | —   | —   |     |

### Groep 8
De wedstrijden werden gespeeld tussen 5 september en 24 november 1993.
| Pos | Team      | Wed | W | G | V | Ptn | DV | DT | +/− | Kwalificatie                    |     | ITA | BUL | SLO |
| --- | --------- | --- | - | - | - | --- | -- | -- | --- | ------------------------------- | --- | --- | --- | --- |
| 1   | Italië    | 4   | 3 | 0 | 1 | 6   | 12 | 6  | +6  | Geplaatst voor de tweede ronde. |     | —   | 3–2 | 3–0 |
| 2   | Bulgarije | 4   | 2 | 1 | 1 | 5   | 5  | 4  | +1  |                                 |     | 1–0 | —   | 0–0 |
| 3   | Slovenië  | 4   | 0 | 1 | 3 | 1   | 4  | 11 | −7  |                                 | 3–6 | 1–2 | —   |     |

### Groep 9
De wedstrijden werden gespeeld tussen 15 september en 30 november 1993.
| Pos | Team       | Wed | W | G | V | Ptn | DV | DT | +/− | Kwalificatie                    |     | NED | DEN | NOR |
| --- | ---------- | --- | - | - | - | --- | -- | -- | --- | ------------------------------- | --- | --- | --- | --- |
| 1   | Nederland  | 4   | 3 | 0 | 1 | 6   | 8  | 4  | +4  | Geplaatst voor de tweede ronde. |     | —   | 1–2 | 4–1 |
| 2   | Denemarken | 4   | 2 | 1 | 1 | 5   | 5  | 3  | +2  |                                 |     | 0–1 | —   | 1–1 |
| 3   | Noorwegen  | 4   | 0 | 1 | 3 | 1   | 3  | 9  | −6  |                                 | 1–2 | 0–2 | —   |     |

### Groep 10
De wedstrijden werden gespeeld tussen 8 september en 28 november 1993.
| Pos | Team              | Wed | W | G | V | Ptn | DV | DT | +/− | Kwalificatie                    |     | POR | TCH | POL |
| --- | ----------------- | --- | - | - | - | --- | -- | -- | --- | ------------------------------- | --- | --- | --- | --- |
| 1   | Portugal          | 4   | 2 | 2 | 0 | 6   | 5  | 3  | +2  | Geplaatst voor de tweede ronde. |     | —   | 2–2 | 2–1 |
| 2   | Tsjecho-Slowakije | 4   | 1 | 2 | 1 | 4   | 4  | 5  | −1  |                                 |     | 0–0 | —   | 1–0 |
| 3   | Polen             | 4   | 1 | 0 | 3 | 2   | 4  | 5  | −1  |                                 | 0–1 | 3–1 | —   |     |

### Groep 11
De wedstrijden werden gespeeld tussen 19 en 23 oktober 1993 in Zweden.
| Pos | Team      | Wed | W | G | V | Ptn | DV | DT | +/− | Kwalificatie                    |   | SWE | IRL | SCO |
| --- | --------- | --- | - | - | - | --- | -- | -- | --- | ------------------------------- | - | --- | --- | --- |
| 1   | Zweden    | 2   | 2 | 0 | 0 | 4   | 6  | 3  | +3  | Geplaatst voor de tweede ronde. |   | —   | 2–1 | 4–2 |
| 2   | Ierland   | 2   | 0 | 1 | 1 | 1   | 3  | 4  | −1  |                                 |   | —   | —   | 2–2 |
| 3   | Schotland | 2   | 0 | 1 | 1 | 1   | 4  | 6  | −2  |                                 | — | —   | —   |     |

### Groep 12
De wedstrijden werden gespeeld tussen 7 september en 16 november 1993.
| Pos | Team      | Wed | W | G | V | Ptn | DV | DT | +/− | Kwalificatie                    |     | FRA | ROU | ENG |
| --- | --------- | --- | - | - | - | --- | -- | -- | --- | ------------------------------- | --- | --- | --- | --- |
| 1   | Frankrijk | 4   | 2 | 2 | 0 | 6   | 7  | 4  | +3  | Geplaatst voor de tweede ronde. |     | —   | 1–1 | 2–0 |
| 2   | Roemenië  | 4   | 0 | 3 | 1 | 3   | 3  | 4  | −1  |                                 |     | 0–1 | —   | 1–1 |
| 3   | Engeland  | 4   | 0 | 3 | 1 | 3   | 5  | 7  | −2  |                                 | 3–3 | 1–1 | —   |     |

### Groep 13
De wedstrijden werden gespeeld tussen 6 oktober en 1 december 1993.
| Pos | Team       | Wed | W | G | V | Ptn | DV | DT | +/− | Kwalificatie                    |     | HUN | AUT | LUX |
| --- | ---------- | --- | - | - | - | --- | -- | -- | --- | ------------------------------- | --- | --- | --- | --- |
| 1   | Hongarije  | 4   | 3 | 1 | 0 | 7   | 12 | 2  | +10 | Geplaatst voor de tweede ronde. |     | —   | 2–2 | 4–0 |
| 2   | Oostenrijk | 4   | 1 | 1 | 2 | 3   | 6  | 7  | −1  |                                 |     | 0–2 | —   | 3–0 |
| 3   | Luxemburg  | 4   | 1 | 0 | 3 | 2   | 3  | 12 | −9  |                                 | 0–4 | 3–1 | —   |     |

### Groep 14
De wedstrijden werden gespeeld tussen 6 oktober en 4 november 1993.
| Team 1    | Totaal | Team 2      | 1e wedstrijd | 2e wedstrijd |
| --------- | ------ | ----------- | ------------ | ------------ |
| Duitsland | 6–4    | Griekenland | 4–2          | 2–2          |

## Tweede ronde
De wedstrijden vonden plaats tussen 30 maart en 15 mei 1994.
| Groep   | Team 1      | Totaal | Team 2      | 1e wedstrijd | 2e wedstrijd |
| ------- | ----------- | ------ | ----------- | ------------ | ------------ |
| Groep 1 | Portugal    | 10–1   | IJsland     | 7–0          | 3–1          |
| Groep 2 | Rusland     | 3–0    | Italië      | 2–0          | 1–0          |
| Groep 3 | Wit-Rusland | 2–1    | Hongarije   | 2–1          | 0–0          |
| Groep 4 | Zweden      | 2–1    | Zwitserland | 0–0          | 2–1          |
| Groep 5 | Duitsland   | 0–0    | België      | 0–0          | 0–0          |
| Groep 6 | Nederland   | 2–2    | Oekraïne    | 2–2          | 0–0          |
| Groep 7 | Frankrijk   | 3–0    | Kroatië     | 0–0          | 3–0          |